# William Blake
William Blake (London, 28. studenog 1757. – London, 12. kolovoza 1827.), engleski književnik, slikar i grafičar.
Bio je samouk. Likovno se obrazovao kopirajući Michelangela, Rafaela i Dürera i crtajući detalje arhitekture i plastike u Westminsterskoj opatiji, a književnu kulturu je stekao čitajući i imitirajući engleske renesansne pjesnike i suvremene "predromantike". Njegov nazor na svijet formirao se u proučavanju Swedenborgovih teozofskih špekulacija i mnogih rasprava o gnosticizmu i druidizmu, ali je ipak, i kao slikar i kao pjesnik, ostvario originalna djela. On se možda najviše približio idealnom poimanju smisla i slike u svojim lirskim pjesmama. Osim Pjesničkih skica, njegova prvijenca, nijedno od njegovih djela nije tiskano za njegova života, a u javnost su mogla doprijeti samo u malobrojnim primjercima što ih je vlastoručno izrađivao posebnom tehnikom obojenog bakropisa, koju je sam izumio. Od njegovih slikarskih radova osobito se ističu ilustracije Miltona, starozavjetne Knjige o Jobu, Dantea.
Djela:
- "Vjenčanje Raja i Pakla"
- "Pjesme nevinosti"
- "Pjesme iskustva"
- "Knjiga o Urizenu"

## Vanjske poveznice
- Izabrane pjesme i slike - William Blake

Ostali projekti
|  | Zajednički poslužitelj ima stranicu o temi William Blake    |
|  | Zajednički poslužitelj ima još gradiva o temi William Blake |